# Гаскон, Карла София
Ка́рла Софи́я Гаско́н (исп. Karla Sofía Gascón; род. 31 марта 1972, Алькобендас, Мадрид) — испанская актриса

. Наиболее известна по главной роли в криминальном мюзикле «Эмилия Перес» (2024), принёсшей ей приз Каннского кинофестиваля, номинации на премии «Золотой глобус» и «Оскар» (2025). Кавалер Ордена искусств и литературы Франции (2024) Участница расового и религиозного скандала .

## Ранние годы
Карла София Гаскон (до 2018 года — Хуан Карлос Гаскон Руис) родился 31 марта 1972 года в Алькобендасе, Испания. Получил актёрское образование в Школе кинематографии и аудиовизуальных средств Мадридского сообщества.

## Карьера
Гаскон начала актёрскую карьеру в конце 1980-х годов на испанском телевидении. После переезда в Мексику в 2009 году преимущественно работает в мексиканских проектах. 
В 2024 году Гаскон исполнила главную роль в криминальном мюзикле Жака Одиара «Эмилия Перес». Роль принесла ей совместный приз Каннского кинофестиваля за лучшую женскую роль с коллегами по фильму Селеной Гомес, Адрианой Пас и Зои Салдана, что сделало Гаскон первой открытой трансгендерной актрисой, получившей главный приз в Каннах. Кроме того, она стала первым открытым трансгендером, номинированным на премии «Золотой глобус» и «Оскар» в актёрской категории, получив номинации за лучшую женскую роль в комедии или мюзикле и лучшую женскую роль, соответственно.

## Личная жизнь
В 2016 году Гаскон совершила каминг-аут как трансгендерная женщина, а через два года начала проходить гендерный переход. В 2018 году она опубликовала автобиографию «Карсия, необыкновенная история» (исп. «Karsia, Una historia extraordinaria»).
Гаскон считает себя «мексиканкой по усыновлению», так как она много лет жила и работала в Мексике. Она исповедует нитирэн.
Гаскон жената на Марисе Гутьеррес, с которой познакомилась в 1991 году в ночном клубе в своём родном городе. У них есть дочь Виктория (род. 2011).

## Фильмография
| Год       |     | Русское название                         | Оригинальное название                          | Роль                                     |
| --------- | --- | ---------------------------------------- | ---------------------------------------------- | ---------------------------------------- |
| 1995      | с   | Воры идут в офис                         | Los ladrones van a la oficina                  | —                                        |
| 1995      | с   | Журнал                                   | La revista                                     | Артуро                                   |
| 1995      | с   | Кенгуру                                  | Canguros                                       | Луис                                     |
| 1995      | с   | Наклонный телевизор                      | Tilt Tv                                        | [ комм. 1 ]                              |
| 1995      | тф  | Огненный орёл                            | El águila de fuego                             | —                                        |
| 1996      | с   | Исабель                                  | Isabel                                         | Пако                                     |
| 1996—1998 | с   | Супер                                    | El súper                                       | Гильермо                                 |
| 1997      | кор | Неудачное время                          | Destiempo                                      | падре                                    |
| 1997      | с   | Покидая класс                            | Al salir de clase                              | полицейский                              |
| 1997—1998 | с   | Новая улица                              | Calle nueva                                    | Оскар                                    |
| 1999      | ф   | Требуется стриптизёр                     | Se buscan fulmontis                            | жиголо в клубе                           |
| 2000      | ф   | Мне плевать                              | Me da igual                                    | —                                        |
| 2000      | с   | Увы… Дина!                               | ¡Ala… Dina!                                    | —                                        |
| 2001      | с   | Порок                                    | Antivicio                                      | —                                        |
| 2002      | ф   | Ячейка 507                               | La caja 507                                    | очкарик                                  |
| 2004      | ф   | Скажи «да»                               | Di que sí                                      | Алекс                                    |
| 2005      | с   | Прошлое — это завтра                     | El pasado es mañana                            | Маркос Арсе                              |
| 2007      | с   | Соседи                                   | La que se avecina                              | диджей                                   |
| 2007      | с   | Центральная больница                     | Hospital Central                               | Серхио                                   |
| 2008      | ф   | Песчаные стены                           | Paredes de arena                               | [ комм. 2 ]                              |
| 2008      | кор | Меню                                     | El menú                                        | охранник                                 |
| 2008      | с   | Наследники                               | Herederos                                      | офицер                                   |
| 2009      | кор | Циклоп                                   | Cíclope                                        | Риггс                                    |
| 2009      | с   | Братья и детективы                       | Hermanos y detectives                          | репортёр                                 |
| 2009—2010 | с   | Дикое сердце                             | Corazón salvaje                                | Бранко                                   |
| 2010      | ф   | Разворот                                 | Cambio de sentido                              | певец                                    |
| 2010—2011 | с   | Полна любви                              | Llena de amor                                  | Хорхе Хаума                              |
| 2011      | кор | Плавающая переменная ставка              | Interés variable                               | кандидат                                 |
| 2011      | кор | Ложь                                     | Mentiras                                       | Луис                                     |
| 2011      | с   | Счастливая семья                         | Una familia con suerte                         | Серхио                                   |
| 2012      | тф  | Гейст, реальные события                  | GEIST, actual events                           | Ксавье Писсау                            |
| 2013      | ф   | Благородное семейство                    | Nosotros, los Nobles                           | Питер Пинтадо                            |
| 2013      | ф   | Лекарство и яд                           | El cura y el veneno                            | Фелипе                                   |
| 2013      | с   | Как говорится                            | Como dice el dicho                             | Рауль                                    |
| 2014      | с   | Повелитель небес                         | El Señor de los Cielos                         | Иньяки Изарриета                         |
| 2014—2015 | с   | До конца света                           | Hasta el fin del mundo                         | Алан                                     |
| 2016      | кор | Охотник за головами                      | El Cazarrecompensas                            | немец                                    |
| 2016      | с   | Пьяная история: размытая сторона истории | Drunk History: el lado borroso de la historia  | Диего де Кесада                          |
| 2016      | с   | 40 и 20                                  | 40 y 20                                        | Оскар                                    |
| 2022      | с   | Мятежники: новое поколение               | Rebelde                                        | Лурдес Буэндиа                           |
| 2022—2023 | с   | Харина                                   | Harina                                         | Мария                                    |
| 2024      | ф   | Эмилия Перес                             | Emilia Pérez                                   | Хуан «Манитас» дель Монте / Эмилия Перес |
| 2024      | кор | Причина пожара                           | La causa del accidente que provocó el incendio | Карла                                    |
| 2025      | ф   | Мужчины и другие неудобства              | Uomini e altri inconvenienti                   | Хайме                                    |
|           | ф   | Плохие                                   | Las Malas                                      | тётя Энкарна                             |

## Награды и номинации
| Год  | Премия                                           | Категория                                | Работа                       | Результат    |
| ---- | ------------------------------------------------ | ---------------------------------------- | ---------------------------- | ------------ |
| 2024 | Ассоциация кинокритиков Вашингтона               | Лучшая женская роль                      | Эмилия Перес                 | Номинация    |
| 2024 | Ассоциация кинокритиков Далласа—Форт-Уэрта       | Лучшая женская роль                      | Эмилия Перес                 | Третье место |
| 2024 | Ассоциация кинокритиков Торонто                  | Лучшая главная роль                      | Эмилия Перес                 | Второе место |
| 2024 | Ассоциация кинокритиков Торонто                  | Прорывная роль                           | Эмилия Перес                 | Номинация    |
| 2024 | Ассоциация кинокритиков Чикаго                   | Самый многообещающий актёр               | Эмилия Перес                 | Номинация    |
| 2024 | Кинопремия «Астра»                               | Лучшая женская роль                      | Эмилия Перес                 | Номинация    |
| 2024 | Кинопремия «Астра»                               | Премия «Изменение игры»                  | Эмилия Перес                 | Победа       |
| 2024 | Премия творческих искусств «Астра»               | Лучшая оригинальная песня                | «El Mal» (из «Эмилии Перес») | Номинация    |
| 2024 | Всемирный фестиваль кино и музыки в Искье        | Актриса-прорыв года                      | Эмилия Перес                 | Победа       |
| 2024 | Премия Европейской киноакадемии                  | Лучшая актриса                           | Эмилия Перес                 | Победа       |
| 2024 | Женщина года журнала «Glamour: Испания»          | Международная актриса                    | Эмилия Перес                 | Победа       |
| 2024 | Каннский кинофестиваль                           | Лучшая женская роль                      | Эмилия Перес                 | Победа       |
| 2024 | Кинофестиваль в Милл-Валли                       | Лучший актёрский состав                  | Эмилия Перес                 | Победа       |
| 2024 | Кинофестиваль в Саванне                          | Премия за выдающиеся достижения          | Эмилия Перес                 | Победа       |
| 2024 | Круг кинокритиков Дублина                        | Лучшая женская роль                      | Эмилия Перес                 | Третье место |
| 2024 | Круг кинокритиков залива Сан-Франциско           | Лучшая женская роль                      | Эмилия Перес                 | Номинация    |
| 2024 | Международный голливудский кинофестиваль в Капри | Лучший актёрский состав                  | Эмилия Перес                 | Победа       |
| 2024 | Общества кинокритиков Лас-Вегаса                 | Лучшая женская роль                      | Эмилия Перес                 | Номинация    |
| 2024 | Онлайн-кинокритики Нью-Йорка                     | Лучшая женская роль                      | Эмилия Перес                 | Номинация    |
| 2024 | Празднование женщин в Голливуде журнала «Elle»   | Любители риска                           | Эмилия Перес                 | Победа       |
| 2025 | Международная премия «AACTA»                     | Лучшая женская роль                      | Эмилия Перес                 | Ожидается    |
| 2025 | Альянс женщин-киножурналистов                    | Лучшая женская роль                      | Эмилия Перес                 | Ожидается    |
| 2025 | Альянс женщин-киножурналистов                    | Лучшая прорывная роль                    | Эмилия Перес                 | Ожидается    |
| 2025 | Премия Британской Академии в области кино        | Лучшая женская роль                      | Эмилия Перес                 | Ожидается    |
| 2025 | Выбор критиков                                   | Лучшая женская роль                      | Эмилия Перес                 | Ожидается    |
| 2025 | Выбор критиков                                   | Лучший актёрский состав                  | Эмилия Перес                 | Ожидается    |
| 2025 | Выбор критиков                                   | Лучшая песня                             | «El Mal» (из «Эмилии Перес») | Ожидается    |
| 2025 | Премия Гильдии киноактёров США                   | Лучшая женская роль                      | Эмилия Перес                 | Ожидается    |
| 2025 | Премия Гильдии киноактёров США                   | Лучший актёрский состав в игровом кино   | Эмилия Перес                 | Ожидается    |
| 2025 | Дни кино                                         | Лучшая международная актриса             | Эмилия Перес                 | Пятое место  |
| 2025 | Золотой глобус                                   | Лучшая женская роль — комедия или мюзикл | Эмилия Перес                 | Номинация    |
| 2025 | Круг кинокритиков Канзас-Сити                    | Лучшая женская роль                      | Эмилия Перес                 | Номинация    |
| 2025 | Лондонская ассоциация кинокритиков               | Актёр-прорыв года                        | Эмилия Перес                 | Ожидается    |
| 2025 | Люмьер                                           | Лучшая актриса                           | Эмилия Перес                 | Ожидается    |
| 2025 | Международный кинофестиваль в Палм-Спрингс       | Премия «Авангард»                        | Эмилия Перес                 | Победа       |
| 2025 | Международный кинофестиваль в Санта-Барбаре      | Премия «Виртуоз»                         | Эмилия Перес                 | Победа       |
| 2025 | Оскар                                            | Лучшая женская роль                      | Эмилия Перес                 | Ожидается    |
| 2025 | Спутник                                          | Лучшая женская роль — комедия или мюзикл | Эмилия Перес                 | Ожидается    |
| 2025 | Чёрная катушка                                   | Лучшая песня                             | «El Mal» (из «Эмилии Перес») | Ожидается    |